# Aristolochia arborea
Aristolochia arborea là một loài thực vật có hoa trong họ Aristolochiaceae. Loài này được Linden mô tả khoa học đầu tiên năm 1858.